# Menge (île)
Pour les articles homonymes, voir Menge (homonymie).
Menge est une île de l'atoll de Jaluit, dans les Îles Marshall. Elle est située au sud de l'atoll et est habitée.